# ريتشارد دوسن (لاعب كرة قدم)
ريتشارد دوسن (بالإنجليزية: Richard Dawson)‏ (6 يوليو 1962 في المملكة المتحدة - ) هو لاعب كرة قدم بريطاني في مركز الدفاع. لعب مع نادي هاروجيت تاون ونادي يورك سيتي ونادي سكاربورو ونادي تشورلي وفريكلي أثلتيك ‏ ونادي جوول ‏ ونورثويتش فيكتوريا ونادي بوسطن يونايتد.